# Liste des résolutions du Conseil de sécurité des Nations unies sur l'Afrique du Sud
Cet article dresse une liste des résolutions du Conseil de sécurité des Nations unies concernant l'Afrique du Sud.

## Afrique du Sud
L'Afrique du Sud, en forme longue la république d'Afrique du Sud
L' Union sud-africaine est membre fondateur de l'organisation des Nations unies.
- Résolution 134 : question relative à la situation en Union sud-africaine (adoptée le 1er avril 1960)
- Résolution 181 : question relative à la politique d'Apartheid du Gouvernement de la République sud-africaine (adoptée le 7 août 1963).
- Résolution 182 : question relative à la politique d'Apartheid du Gouvernement de la République sud-africaine (adoptée le 4 décembre 1963).
- Résolution 190 : question relative à la politique d'Apartheid du Gouvernement de la République sud-africaine (adoptée le 9 juin 1964).
- Résolution 191 : question relative à la politique d'Apartheid du Gouvernement de la République sud-africaine (adoptée le 18 juin 1964).
- Résolution 245 : question du Sud-Ouest africain (adoptée le 25 janvier 1968).
- Résolution 246 : question du Sud-Ouest africain (adoptée le 14 mars 1968).
- Résolution 282 : question relative à la politique d'Apartheid du Gouvernement de la République sud-africaine (adoptée le 11 mai 1970).
- Résolution 300 : plainte de la Zambie (adoptée le 12 octobre 1971).
- Résolution 311 : question du conflit racial en Afrique du Sud résultant de la politique d'Apartheid du gouvernement de la République sud-africaine (adoptée le 4 février 1972).
- Résolution 387 : Angola-Afrique du Sud (adoptée le 31 mars 1976).
- Résolution 392 : Afrique du Sud (adoptée le 19 juin 1976).
- Résolution 393 : Afrique du Sud-Zambie (adoptée le 30 juillet 1976).
- Résolution 402 : Lesotho-Afrique du Sud (adoptée le 22 décembre 1976).
- Résolution 407 : Lesotho-Afrique du Sud (adoptée le 25 mai 1977).
- Résolution 417 : Afrique du Sud (adoptée le 31 octobre 1977).
- Résolution 418 : Afrique du Sud (adoptée le 4 novembre 1977).
- Résolution 421 : Afrique du Sud (adoptée le 9 décembre 1977).
- Résolution 428 : Angola-Afrique du Sud (adoptée le 3 mai 1978).
- Résolution 447 : Angola-Afrique du Sud (adoptée le 28 mars 1979).
- Résolution 454 : Angola-Afrique du Sud (adoptée le 2 novembre 1979).
- Résolution 466 : Afrique du Sud-Zambie (adoptée le 11 avril 1980).
- Résolution 473 : Afrique du Sud (adoptée le 13 juin 1980).
- Résolution 475 : Angola-Afrique du Sud (adoptée le 27 juin 1980).
- Résolution 503 : Afrique du Sud (adoptée le 9 avril 1982).
- Résolution 525 : Afrique du Sud (adoptée le 7 décembre 1982).
- Résolution 527 : Lesotho-Afrique du Sud (adoptée le 15 décembre 1982).
- Résolution 533 : Afrique du Sud (adoptée le 7 juin 1983).
- Résolution 535 : Lesotho-Afrique du Sud (adoptée le 29 juin 1983).
- Résolution 545 : Angola-Afrique du Sud (adoptée le 20 décembre 1983).)
- Résolution 546 : Angola-Afrique du Sud (adoptée le 6 janvier 1984).
- Résolution 547 : Afrique du Sud (adoptée le 13 janvier 1984).
- Résolution 554 : Afrique du Sud (adoptée le 17 août 1984).
- Résolution 556 : Afrique du Sud (adoptée le 23 octobre 1984).
- Résolution 558 : Afrique du Sud (adoptée le 13 décembre 1984).
- Résolution 560 : Afrique du Sud (adoptée le 12 mars 1985).
- Résolution 567 : Angola-Afrique du Sud (adoptée le 20 juin 1985).
- Résolution 569 : Afrique du Sud (adoptée le 26 juillet 1985).
- Résolution 571 : Angola-Afrique du Sud (adoptée le 20 septembre 1985).
- Résolution 572 : Botswana-Afrique du Sud (adoptée le 30 septembre 1985).
- Résolution 574 : Angola-Afrique du Sud (adoptée le 7 octobre 1985).
- Résolution 577 : Angola-Afrique du Sud (adoptée le 6 décembre 1985).
- Résolution 580 : Lesotho-Afrique du Sud (adoptée le 30 décembre 1985).
- Résolution 581 : Afrique du Sud (adoptée le 13 février 1986).
- Résolution 602 : Angola-Afrique du Sud (adoptée le 25 novembre 1987).
- Résolution 606 : Angola-Afrique du Sud (adoptée le 23 décembre 1987).
- Résolution 610 : Afrique du Sud - Affaire des six de Sharpeville (adoptée le 16 mars 1988).
- Résolution 615 : Afrique du Sud - Affaire des six de Sharpeville (adoptée le 17 juin 1988).
- Résolution 623 : Afrique du Sud (adoptée le 23 novembre 1988).
- Résolution 772 : Afrique du Sud (adoptée le 17 août 1992).
- Résolution 894 : participation de l'ONU et des observateurs au processus électoral en Afrique du Sud. (adoptée le 14 janvier 1994).
- Résolution 919 : fin de l'embargo sur les armes et autres restrictions relatives à l'Afrique du Sud imposés par la résolution 418 (1977).
- Résolution 930 : question de l’Afrique du Sud (fin MONUAS).